# Polluted Inheritance
Polluted Inheritance (v překladu z angličtiny znečištěné dědictví) byla nizozemská metalová kapela založená na podzim 1992 ve městě Terneuzen (provincie Zeeland). Hrála technický death metal, tvorba se zaměřovala mj. na ekologická témata.
Debutní studiové album Ecocide vyšlo v roce 1992.
Kapela ohlásila rozpad v roce 2008. Celkem vydala tři dlouhohrající alba, mimo Ecocide ještě Betrayed (1996) a Into Darkness (2001).

## Diskografie
Dema
- (Rehearsal) (1990)
- Polluted Inheritance (Part Two!) (1990)
- After Life (1991)
- Demo 94 (1994)
- Try Out (2003)

Studiová alba
- Ecocide (1992)
- Betrayed (1996)[1]
- Into Darkness (2001)